# Ospriocerus rhadamanthus
Ospriocerus rhadamanthus là một loài ruồi trong họ Asilidae. Ospriocerus rhadamanthus được Loew miêu tả năm 1866.